# سبيدر كلارك
سبيدر كلارك (بالإنجليزية: Spider Clark)‏ هو لاعب كرة قاعدة أمريكي، ولد في 16 سبتمبر 1867 في بروكلين في الولايات المتحدة، وتوفي بنفس المكان في 8 فبراير 1892.

## وصلات خارجية
- سبيدر كلارك على موقعبيزبول رفرنس.كوم (الدوري الرئيسي) (الإنجليزية)
- سبيدر كلارك على موقعبيزبول رفرنس.كوم (الدوري الثانوي) (الإنجليزية)